# Love Life (serie de televisión)
Love Life es una serie de televisión web de comedia romántica y antología estadounidense, creada por Sam Boyd el cual se estrenó en el servicio de streaming HBO Max el 27 de mayo de 2020. En junio de 2020, la serie fue renovada para una segunda temporada.

## Sinopsis
Love Life es una serie de antologías que sigue a una persona diferente en cada temporada desde su primer romance hasta su último romance.

## Elenco

### Principal
- Anna Kendrick como Darby Carter
- Zoë Chao como Sara Yang
- Sasha Compère como Mallory Moore
- Peter Vack como Jim

### Recurrente
- Lesley Manville como La narradora
- Jin Ha como Augie Jeong
- Scoot McNairy como Bradley Field
- Hope Davis como Claudia Hoffman

### Invitado
- Nick Thune como Magnus Lund
- Gus Halper como Danny Dos-Teléfonos
- John Gallagher Jr. como Luke Ducharme
  - Griffin Gluck como el joven Luke Ducharme
- Kingsley Ben-Adir como Grant

## Episodios
| N.º | Título                | Dirigido por             | Escrito por                       | Fecha de lanzamiento original |
| --- | --------------------- | ------------------------ | --------------------------------- | ----------------------------- |
| 1   | «Augie Jeong»         | Sam Boyd                 | Sam Boyd                          | 27 de mayo de 2020            |
| 2   | «Bradley Field»       | Craig Johnson            | Bridget Bedard                    | 27 de mayo de 2020            |
| 3   | «Danny Two Phones»    | Tricia Brock             | Ali Liebegott                     | 27 de mayo de 2020            |
| 4   | «Magnus Lund»         | Craig Johnson            | Brig Muñoz-Liebowitz              | 4 de junio de 2020            |
| 5   | «Luke Ducharme»       | Stephanie Laing          | Sam Boyd                          | 4 de junio de 2020            |
| 6   | «Magnus Lund Part II» | Jennifer Kaytin Robinson | Jack Moore & Brig Muñoz-Liebowitz | 4 de junio de 2020            |
| 7   | «Claudia Hoffman»     | Anu Valia                | Megan Mercier                     | 11 de junio de 2020           |
| 8   | «Sara Yang»           | Stephanie Laing          | Ali Liebegott                     | 11 de junio de 2020           |
| 9   | «Augie Again»         | Stephanie Laing          | Franklin Hardy                    | 11 de junio de 2020           |
| 10  | «The Person»          | Sam Boyd                 | Bridget Bedard & Sam Boyd         | 11 de junio de 2020           |

## Producción

### Desarrollo
El 23 de mayo de 2019, se anunció que WarnerMedia había ordenado la producción de una serie de antología y comedia romántica con una primera temporada de 10 episodios para HBO Max. La serie fue creada por Sam Boyd, quien también se esperaba que produjera en forma ejecutiva junto con Anna Kendrick, Paul Feig, Jessie Henderson y Bridget Bedard. El episodio piloto, fue escrito y dirigido por Sam Boyd. Las compañías de producción involucradas en la serie son Lionsgate Television y Feigco Entertainment. El 11 de junio de 2020, HBO Max renovó la serie para una segunda temporada.

### Casting
Junto con el anuncio de la producción de la serie, se anunció que Anna Kendrick sería la protagonista de la serie. El 13 de agosto de 2019, se anunció que Zoë Chao, Sasha Compère y Peter Vack se habían unido al elenco principal, y Scoot McNairy al elenco recurrente de la serie.

## Rodaje
El rodaje de la serie había comenzado en agosto de 2019 en Queens, Nueva York.

## Lanzamiento

### Distribución
La serie se lanzó el 27 de mayo de 2020 en HBO Max. En Australia, la serie también fue lanzada el 27 de mayo de 2020, en Stan. En España se lanzó el 28 de mayo de 2020 en HBO España.

## Recepción
En Rotten Tomatoes la serie tiene un índice de aprobación del 59%, basado en 41 reseñas, con una calificación promedio de 5.68/10. El consenso crítico del sitio dice, «La primera temporada de Love Life pasa por los encantos de Anna Kendrick, pero aquellos que buscan una conexión real pueden encontrar su familiaridad con el peso de las plumas». En Metacritic, tiene puntaje promedio ponderado de 54 sobre 100, basada en 19 reseñas, lo que indica «críticas mixtas o medias».